# Jackie Vernon
Jackie Vernon (Belfast, 26 settembre 1918 – 24 agosto 1981) è stato un calciatore nordirlandese, di ruolo difensore.

## Carriera

### Club
Ha giocato nella massima serie del campionato inglese con il West Bromwich Albion e in quello nordirlandese con il Crusaders Belfast.

### Nazionale
Ha giocato sia con la Nazionale irlandese IFA (poi divenuta Irlanda del Nord), sia con quella della Repubblica d'Irlanda (FAI).

## Palmarès

### Club

#### Competizioni nazionali
- Gold Cup (Irlanda del Nord): 1

Belfast Celtic: 1945-1946